# NGC 296
NGC 296 là một thiên hà xoắn ốc không được kiểm soát độ sáng bề mặt thấp trong chòm sao Song Ngư.   Ký hiệu NGC 295 đôi khi được sử dụng nhầm với NGC 296.